# Žarko Marković
Žarko Marković [⁠ʒ⁠ar⁠⁠k⁠⁠ɔ ⁠m⁠ar⁠⁠k⁠⁠ɔ⁠ʋ⁠itɕ] (serbisch-kyrillisch Жарко Марковић; * 1. Juni 1986 in Cetinje, SR Montenegro, SFR Jugoslawien) ist ein Handballspieler, der international erst Montenegro und dann Katar repräsentiert hat.
Der 2,01 Meter große und 97 Kilogramm schwere rechte Rückraumspieler spielte von 2006 bis 2009 für den ungarischen Handballverein KC Veszprém und gewann mit diesem zweimal die ungarische Meisterschaft, zweimal den ungarischen Pokal sowie 2007/08 den Europapokal der Pokalsieger. In der Saison 2011/12 stand er bei RK Metalurg Skopje unter Vertrag, gewann die mazedonische Meisterschaft und erzielte in der EHF Champions League 62 Treffer. 
In der Saison 2012/13 spielte Marković beim deutschen Bundesligisten Frisch Auf Göppingen, anschließend wechselte er zum HSV Hamburg. Nachdem dem HSV Hamburg im Juni 2014 zunächst die Lizenz verweigert wurde, unterschrieb er einen Vertrag beim katarischen Verein al-Jaish. Im September 2017 wechselte er zum kroatischen Erstligisten RK Zagreb. Seit 2028 war er für verschiedene Vereine in Katar sowie für Al-Noor in Saudi-Arabien aktiv.
Žarko Marković stand im Aufgebot der montenegrinischen Nationalmannschaft, bis Dezember 2013 bestritt er 30 Länderspiele. Im Oktober 2014 wurde bekannt, dass er bei der Weltmeisterschaft 2015 für die katarische Nationalmannschaft aufläuft. 2016 gewann er mit Katar die Asienmeisterschaft. Weiterhin nahm er an den Olympischen Spielen 2016 in Rio de Janeiro teil. Bei der Weltmeisterschaft 2025 kehrte er ins Aufgebot zurück und warf 27 Tore in sechs Einsätzen.

## Bundesligabilanz
| Saison    | Verein               | Spielklasse | Spiele | Tore | 7-Meter | Feldtore |
| --------- | -------------------- | ----------- | ------ | ---- | ------- | -------- |
| 2012/13   | Frisch Auf Göppingen | Bundesliga  | 26     | 128  | 27      | 101      |
| 2013/14   | HSV Hamburg          | Bundesliga  | 34     | 91   | 0       | 91       |
| 2012–2014 | gesamt               | Bundesliga  | 60     | 219  | 27      | 182      |